# Makoto Segawa
Makoto Segawa (瀬川 誠 Segawa Makoto?), född 26 november 1974 i Miyagi prefektur, är en japansk före detta fotbollsspelare.
Segawa började sin karriär 1993 i Yokohama Flügels. Efter Yokohama Flügels spelade han för Fukushima FC och Vegalta Sendai. Han avslutade karriären 2001.